# Sanyo-Onoda
Sanyo-Onoda (Japans: 山陽小野田市, San'yō-Onoda-shi) is een stad in de prefectuur Yamaguchi, Japan. Begin 2014 telde de stad 63.173 inwoners.

## Geschiedenis
Op 22 maart 2005 werd Sanyo-Onoda benoemd tot stad (shi). Dit gebeurde na het samenvoegen van de stad Onoda (小野田市) met de gemeente San’yo (山陽町).

## Partnersteden
- Moreton Bay, Australië sinds 1992
- Chichibu, Japan sinds 1996

Steden:
Hagi · Hikari · Hofu · Iwakuni · Kudamatsu · Mine · Nagato · Sanyo-Onoda · Shimonoseki · Shunan · Ube · Yamaguchi (hoofdstad) · Yanai

Districten:
Abu · Kuga · Kumage · Oshima
Gemeenten per district